# Troppo sbattimento
Troppo sbattimento è un singolo dei DJ italiani DJ Jad e Wlady, pubblicato il 25 marzo 2022.

## Antefatti
Nel novembre 2021 DJ Jad e il rapper J-Ax sono stati intervistati da Radio Deejay in occasione dei 25 anni dell'album Così com'è degli Articolo 31, durante il quale hanno ricordato la genesi del duo e del disco stesso; a fine intervista, DJ Jad ha rivelato che il duo era già al lavoro su materiale inedito, specificando che un brano era già pronto e che avrebbe anche coinvolto il fratello Wlady alla produzione.

## Descrizione
Il brano ha visto la partecipazione vocale di J-Ax e del rapper Pedar e si caratterizza per le sonorità hip hop unite alla musica latina.

## Video musicale
Il video, diretto dalla Ronf Animation di Giuca Michael Vito e girato interamente in animazione, è stato reso disponibile in concomitanza con il lancio del singolo attraverso il canale YouTube della Just Entertainment.

## Tracce
1. Troppo sbattimento (feat. J-Ax & Pedar) – 3:31